# Vormesse
Vormesse war die Bezeichnung des ersten Teils der heiligen Messe im römischen Ritus der katholischen Kirche, wie sie bis zur Liturgiereform des Zweiten Vatikanischen Konzils üblich war (Liturgie von 1962). Die Vormesse gliederte sich in den Gebetsgottesdienst und den Lehrgottesdienst und sollte auf die Opfermesse vorbereiten.
Die Vormesse wurde seit dem 11. Jahrhundert auch „Katechumenenmesse“ genannt, weil an ihr die Taufbewerber (Katechumenen), in früheren Jahrhunderten die öffentlichen Büßer und als Gäste auch Ungetaufte teilnehmen durften, aber vor Beginn der Opfermesse („Gläubigenmesse“) die Kirche verlassen mussten.
Seit der Liturgiereform Papst Pauls VI. (1970) werden die entsprechenden Teile der heiligen Messe als Eröffnung und Wortgottesdienst („Liturgie des Wortes“) bezeichnet.

## Ablauf
Gebetsgottesdienst:
- Stufengebet
- Introitus
- Kyrie eleison
- Gloria (an bestimmten Tagen; es entfiel im Advent, in der Zeit von Septuagesima bis Gründonnerstag mit Ausnahme von Heiligenfesten, sowie an Wochentagen, an denen die Sonntagsmesse wiederholt worden ist, und in Totenmessen)
- Oratio (Kirchengebet)

Lehrgottesdienst:
- Lectio (Epistel)
- Zwischengesänge (Graduale) mit Allelujalied während des Jahres, Graduale mit Tractuslied während der Vorfasten- und Fastenzeit, zwei Allelujalieder während der österlichen Zeit
- Sequenz (an manchen Festen)
- Evangelium
- Credo (an allen Sonntagen, Herrenfesten, Marienfesten, an Festen der Apostel und Kirchenlehrer und an anderen Festen, für die es eigens vorgeschrieben war)